# Futbol Club Martinenc
El Futbol Club Martinenc es un club polideportivo español del barrio de El Guinardó, en la ciudad de Barcelona. Fue fundado en 1909, originalmente en el barrio de El Clot, en San Martín de Provensals, al que debe su nombre.
Aunque es especialmente conocido por su equipo de fútbol, también tiene secciones de baloncesto, hockey sobre patines, judo, y, desde 2019, fútbol sala. A lo largo de su historia también tuvo otras secciones, hoy desaparecidas, como las de natación, waterpolo, petanca y patinaje.

## Trayectoria
El FC Martinenc se fundó en 1909 en el barrio de El Clot, en San Martín de Provensals, municipio que en 1897 fue anexionado a Barcelona. La temporada 1922/23 logró uno de los mayores éxitos de su historia: tras proclamarse campeón de Cataluña de segunda categoría, logró el campeonato de España del Grupo B, la principal competición nacional por entonces, tras la Copa del Rey.
La temporada 1931/32 hizo su debut en categoría nacional, participando en Tercera División. Ha participado en 30 ocasiones en esta categoría, la más alta alcanzada en su historia.
Como el resto de clubs del fútbol español, hubo de cambiar su denominación en 1941 por orden de la FEF en base al decreto gubernamental de 1940 referido al uso de términos extranjeros. De ese modo pasó a llamarse Unión Deportiva San Martín.
Desde 1984 organiza el Torneo Históricos del Fútbol Catalán (Torneig d'Historics del Futbol Català, en catalán y oficialmente), uno de los torneos de verano más tradicionales del fútbol catalán, que el 2020 llegará a la 35ª edición. El Terrassa es su vigente campeón, en categoría masculina. El 2010 se organizó el primer Torneig d'Històrics Femení que, después de unos años de impás, se retomó en 2018. Se han disputado cinco ediciones del torneo en categoría femenina. El Júpiter, de la Preferente Femenina, ha alzado los dos últimos títulos (2018 y 2019).

## Estadísticas del club
- Temporadas en 1ª: 0
- Temporadas en 2ª: 0
- Temporadas en 2ªB: 0
- Temporadas en 3ª: 32
- Participaciones en la Copa del Rey: 5
- Mejor clasificación en la Copa: 3ª Ronda, temporada 1948/49
- Participaciones en la Copa Federación: 2

## Uniforme
- Uniforme titular: Camiseta roja con ribetes amarillos, pantalón azul y medias rojas.

## Palmarés

### Campeonatos nacionales
- Campeonato de España de segunda categoría (1): 1923
- Liga de Tercera División (1): 1951
- Copa Real Federación Española de Fútbol (1): 1945

### Torneos regionales
- Campeonato de Cataluña de segunda categoría (2): 1923 y 1931

### Torneos amistosos
- Torneos Históricos (4): 1984, 1986, 1990, 1991